# IC 5300
IC 5300 је лентикуларна галаксија у сазвјежђу Пегаз која се налази на листи објеката дубоког неба у Индекс каталогу.
Деклинација објекта је + 20° 49' 43" а ректасцензија 23h 16m 34,1s. Привидна величина (магнитуда) објекта IC 5300 износи 14,9 а фотографска магнитуда 15,7. IC 5300 је још познат и под ознакама CGCG 454-18, PGC 70898.